# Jay-Dee Geusens
Jay-Dee Geusens (Genk, 5 maart 2002) is een Belgisch voetballer. Hij stroomde in 2021 door vanuit de jeugd naar het eerste elftal van KRC Genk.

## Carrière
Geusens genoot zijn jeugdopleiding bij Zutendaal VV en KRC Genk. Op 5 februari 2021 liet Genk weten dat Geusens er een contract tot 2024 had ondertekend. Een week later nam trainer John van den Brom hem op in de wedstrijdselectie voor de bekerwedstrijd tegen RSC Anderlecht.
Tijdens de voorbereiding op het seizoen 2021/22 viel hij, door de afwezigheid van heel wat internationals, tijdens oefenwedstrijden geregeld in als rechtsachter. Op 26 september 2021 maakte hij zijn officiële debuut in het eerste elftal van de club: in de competitiewedstrijd tegen RFC Seraing (3-0-winst) liet trainer Van den Brom hem in de 88e minuut invallen voor Junya Ito. Het bleef dat seizoen in de reguliere competitie bij die ene korte invalbeurt. Bij de U19 van Genk gooide hij intussen hoge ogen: in de UEFA Youth League scoorde hij tegen 1. FC Köln, MTK Boedapest FC, Chelsea FC en Liverpool FC. Geusens maakte in het seizoen 2021/22 ook deel uit van de beloftenploeg van Genk die ongeslagen kampioen werd en zo een plaats in Eerste klasse B afdwong. Geusens verscheen in de eerste wedstrijd van het seizoen 2022/23 met Jong Genk tegen Lierse Kempenzonen ook aan de aftrap. In de 4-1 overwinning was hij meteen goed voor één doelpunt.

## Clubstatistieken
| Seizoen         | Club            | Land            | Competitie      | Competitie | Competitie | Beker | Beker | Supercup | Supercup | Europees | Europees | Totaal | Totaal |
| Seizoen         | Club            | Land            | Competitie      | Wed.       | Dlp.       | Wed.  | Dlp.  | Wed.     | Dlp.     | Wed.     | Dlp.     | Wed.   | Dlp.   |
| --------------- | --------------- | --------------- | --------------- | ---------- | ---------- | ----- | ----- | -------- | -------- | -------- | -------- | ------ | ------ |
| 2021/22         | KRC Genk        | Vlag van België | Eerste klasse A | 1          | 0          | 0     | 0     | 0        | 0        | 0        | 0        | 1      | 0      |
| 2022/23         | KRC Genk        | Vlag van België | Eerste klasse A | 1          | 0          | 0     | 0     | —        | —        | —        | —        | 1      | 0      |
| 2022/23         | Jong Genk       | Vlag van België | Eerste klasse B | 24         | 5          | —     | —     | —        | —        | —        | —        | 24     | 5      |
| Carrière totaal | Carrière totaal | Carrière totaal | Carrière totaal | 26         | 5          | 0     | 0     | 0        | 0        | 0        | 0        | 26     | 5      |

Bijgewerkt op 30 maart 2023.